# فرودگاه ویلا رئال
فرودگاه ویلا رئال  (به انگلیسی: Vila Real Airport) (به زبان بومی: Aeródromo Municipal de Vila Real) یک فرودگاه   با کد یاتا VRL است که یک باند فرود آسفالت دارد. این فرودگاه در شهر ویلا رئال کشور پرتغال قرار دارد .